# Eucnide rupestris
Eucnide rupestris är en brännreveväxtart som först beskrevs av Henri Ernest Baillon, och fick sitt nu gällande namn av H. J. Thompson och W. R. Ernst. Eucnide rupestris ingår i släktet Eucnide och familjen brännreveväxter. Inga underarter finns listade i Catalogue of Life.